# Teresa García Gasca
Margarita Teresa de Jesús García Gasca (Ciudad de México, 15 de octubre de 1964) es una científica y profesora universitaria. Ocupó el cargo de rectora de la Universidad Autónoma de Querétaro (UAQ) desde 2018 hasta 2024, al final de su gestión se dio inicio al Movimiento estudiantil de la UAQ en 2022.

## Trayectoria académica
Teresa García Gasca estudió Ingeniería Bioquímica Industrial en la Universidad Autónoma Metropolitana (1984-1988). En 1990 mudó su residencia a la ciudad de Querétaro donde realizó sus estudios de maestría en Ciencia y Tecnología de los Alimentos (1993-1996) con mención honorífica y de doctorado en Ciencias de los Alimentos (1998-2002) en el Departamento de Investigación y Posgrado en Alimentos de la Facultad de Química de la Universidad Autónoma de Querétaro, recibiendo en ambos casos beca del Consejo Nacional de Ciencia y Tecnología (CONACYT).
En 1997 inició su labor como profesora universitaria y en 2002 obtuvo la plaza como profesora de tiempo completo. A partir de su investigación doctoral empezó a desarrollar la línea de investigación en la que ha caracterizado el efecto de lectinas de frijol tépari (Phaseoulus acutifolius) contra el cáncer de colon (1-5). Su trabajo le ha permitido realizar la caracterización molecular de una lectina anticancerígena y la generación de la correspondiente proteína recombinante con potencial farmacológico. Adicionalmente ha encabezado proyectos sobre nutracéuticos y enfermedades metabólicas.
Es profesora de tiempo completo de la Facultad de Ciencias Naturales de la UAQ desde 2004, de la que fue directora de junio de 2012 a enero de 2018. Su gestión se caracterizó por luchar por la suficiencia presupuestal, buscando la construcción de un proyecto nacional de educación superior que permita vincular la asignación de presupuesto a las universidades públicas con metas académicas, de transparencia, rendición de cuentas y responsabilidad social. 
Impulsó el establecimiento de políticas para la prevención y atención de la violencia de género, poniendo en marcha el primer protocolo institucional (Protocolo de Actuación e Intervención en materia de violencia de Género) y de la igualdad de derechos para población vulnerable (personas con discapacidad, de origen indígena y de la comunidad LGBT+) para lograr la inclusión académica. Su política institucional estuvo encaminada a incentivar la conformación de empresas universitarias y fortalecer la vinculación con diferentes sectores. De igual forma su trabajo está centrado en el desarrollo institucional para lograr presencia en todo el estado con educación de calidad y basada en valores como la igualdad, la no discriminación, la paz y la dignidad.
Cuenta con más de 50 publicaciones científicas y registros de propiedad intelectual. Ha participado en la formación de más de 60 estudiantes de pre y posgrado. Es perfil PRODEP desde 2005 y miembro del Sistema Nacional de Investigadores desde 2001, nivel II.

## Publicaciones más recientes
- Contribution of Genetic, Biochemical and Environmental Factors on Insulin Resistance and Obesity in Mexican Young Adults.
- Effect on nutritional markers of a model of aberrant crypt foci induced by azoxymethane and sodium dextran sulfate in Sprague Dawley rats.
- Preventive effect of an infusion of the aqueous extract of Chaya leaves (Cnidoscolus aconitifolius) in an aberrant crypt foci rat model induced by azoxymethane and dextran sulfate sodium.
- Rhizosecretion of Cisgenic Lectin by Genetic Manipulation of Tepary Bean Plants (Phaseolus acutifolius).
- Phenolic characterization and antioxidant capacity of alcoholic extracts from raw and boiled leaves of Cnidoscolus aconitifolius (Euphorbiaceae).
- Snake Venom Hemotoxic Enzymes: Biochemical Comparison between Crotalus Species from Central Mexico.
- Preventive effect of an infusion of the aqueous extract of Chaya leaves 2 (Cnidoscolus aconitifolius) in an aberrant crypt foci rat model induced by 3 azoxymethane and dextran sulfate sodium.
- Mechanisms of stress-related muscle atrophy in fish: An ex vivo approach.
- Comparative Account of Phenolics, Antioxidant Capacity, α-Tocopherol and Anti-nutritional Factors of Amaranth (Amaranthus hypochondriacus) Grown in the Greenhouse and Open Field.
- Expression of Lectins in Heterologous Systems.
- Effects of intragastrically-administered Tepary bean lectins on digestive and immune organs: preclinical evaluation.
- Phaseolus acutifolius Lectin Fractions Exhibit Apoptotic Effects on Colon Cancer: Preclinical Studies Using Dimethilhydrazine or Azoxi-Methane as Cancer Induction Agents.
- Effect of Foliar Application of Hydrogen Peroxide on Growth, Yield, Chemical Composition and Antioxidant Compounds of Amaranth Leaf and Seed.
- Plant Lectins as Medical Tools against Digestive System Cancers. I
- Metabolic alterations in Mexican young adults: sensitivity and specificity approaches between anthropometric parameters and biochemical markers.
- Comparison of Chemical Composition and Growth of Amaranth (Amaranthus hypochondriacus) between Greenhouse and Open Field Systems.
- Affinin (spilanthol), isolated from Heliopsis longipes, induces vasodilation via activation of gasotransmitters and prostacyclin signaling pathways.
- Grape Bagasse: A Potential Source of Phenolic Compounds.
- 4-Hydroxyisoleucine from Fenugreek (Trigonella foenum-graecum): Effects on Insulin Resistance Associated with Obesity.
- A muscle-tissue culture system to study myostatin function in fish.
- Characterization of Two Non-fetuin-binding Lectins from Tepary Bean (Phaseolus acutifolius) Seeds with Differential Cytotoxicity on Colon Cancer Cells.
- Common bean leaves as a source of dietary iron: functional test in an iron-deficient rat model.
- Bean seeds: leading nutraceutical source for human health.
- Effect of a ß-hydroxyphosphonate analogue of L-carnitine on insulin-sensitive and insulin-resistant 3T3-L1 adipocytes.
- Nutritional composition, in vitro degradability and gas production of Opuntia ficus indica and four other wild cacti species.
- Total phenolic compounds in milk from different species. Design of an extraction technique for quantification using the Folin–Ciocalteu method.
- Tolerability assessment of a lectin fraction from Tepary bean seeds (Phaseolus acutifolius) orally administered to rats.
- Changes in Lipid Profile of Wistar Rats after Sustained Consumption of Different Types of Commercial Vegetable Oil: A Preliminary Study. Universal Journal of Food and Nutrition Science.
- Content and evolution of potential furfural compounds in commercial milk-based infant formula powder after opening the packet.
- A muscle-tissue culture system to study myostatin function in fish.